# لوچو فولچی
لوچو فولچی (ایتالیایی: Lucio Fulci؛ ‏ ۱۷ ژوئن ۱۹۲۷ - ۱۳ مارس ۱۹۹۶) کارگردان، فیلم‌نامه‌نویس و بازیگر ایتالیایی بود. شاید بتوان بیشتر شهرت او را مدیون نمایش دقیق صحنه‌های خشونت‌بار در فیلم‌هایی مانند تن‌کامه، زامبی ۲، ماورا، بازگشت سپیددندان، دادرس ناحیه، دری به سکوت و مارمولکی در پوست زن دانست. او به جز ژانر وحشت در دیگر ژانرهای سینمایی مانند جنایی، وسترن و کمدی هم فیلم‌هایی ساخته‌است.
فولچی با لقب «Godfather of Gore» شناخته می‌شود. گوردون لوئیس (کارگردان معروف ژانر وحشت سینمای آمریکا) هم با این لقب شناخته شده‌است.